# Energia di soglia
In fisica delle particelle, l'energia di soglia per la produzione di una particella è il minimo valore di energia cinetica che una coppia di particelle in movimento deve possedere quando esse collidono. L'energia di soglia è sempre maggiore o uguale all'energia a riposo della particella che si vuole produrre. Nella maggior parte dei casi, dato che anche la quantità di moto viene conservata, l'energia di soglia è significativamente maggiore rispetto all'energia a riposo della particella desiderata e perciò ci sarà ancora una considerevole energia cinetica nelle particelle finali.